# Paillasson de l'Isle d'Orléans
Le Paillasson de l'Isle d'Orléans est un fromage québécois à pâte demi-ferme sans croûte que l'on sèche 4 à 5 jours. Il est fabriqué, de façon artisanale, à l'Île d'Orléans à partir de lait de vache pasteurisé. Il est réputé pour être le plus ancien fromage de l'Amérique du Nord. Il tient son nom du petit tapis tissé sur lequel on le déposait pour le faire sécher.

## Le territoire de production
Le Paillasson de l'Isle d'Orléans est produit sur l'Île d'Orléans, une île du fleuve Saint-Laurent située près de Québec longue de 34 km et large de 8 km, et divisée en six villages.

## L'histoire
La fabrication du Paillasson de l'Isle d'Orléans remonte aux alentours de 1635 avec l'arrivée des colons en Nouvelle-France. À ce titre, il est considéré comme le plus vieux fromage d'Amérique du Nord.
Interrompue pendant les années 1960, sa fabrication reprend en 2004. Il s'agit d'une production artisanale.

## La fabrication
Ce fromage peut être consommé de trois manières qui dépendent de sa maturation. La première manière donne la faisselle. La seconde, où le fromage est séché pendant 4 à 5 jours, donne le Paillasson. Lorsqu'il est vieilli en cave pendant 28 à 30 jours, on le désigne alors comme le Raffiné. Il est produit par Les Fromages de l'Île d'Orléans.